# Fjäder (biologi)

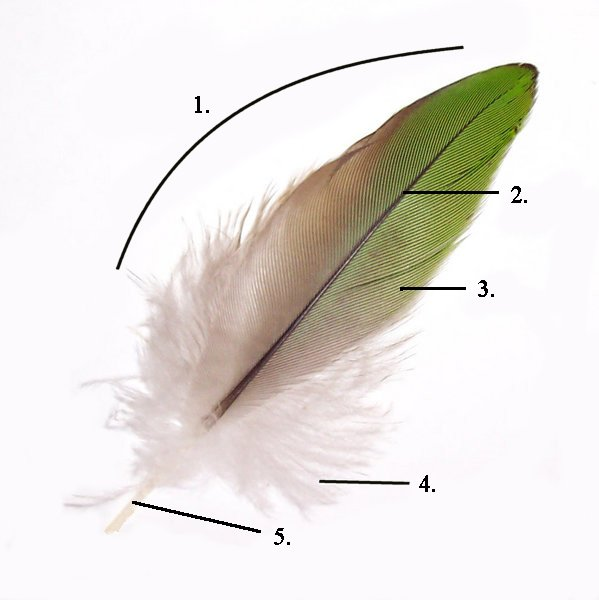
Delarna på en fjäder:
1. Fan
2. Spole
3. Fanstråle
4. Afterfeather (svensk benämning saknas)
5. Vingpenna

Fjäder är en utväxt från en fågels hud, bestående av proteinet keratin. Fåglar är de enda nu levande djur som har fjädrar och de flesta fåglar har dem över hela kroppen, förutom på benen, näbben och orbitalringen. Fågelns fjädrar är en förutsättning för att den ska kunna flyga men de fungerar även som värmeisolering och skydd. Fjäderdräktens och olika fjäderornaments status indikerar också fågelns hälsa och kondition, vilka är viktiga indikationer vid parbildning och leder till sexuell selektion.  Fågelns alla fjädrar kallas tillsammans för fjäderdräkt. Den gemensamma termen för handpennor, stjärtpennor och täckfjädrar är konturfjädrar eller ibland flygfjädrar

## Ursprung

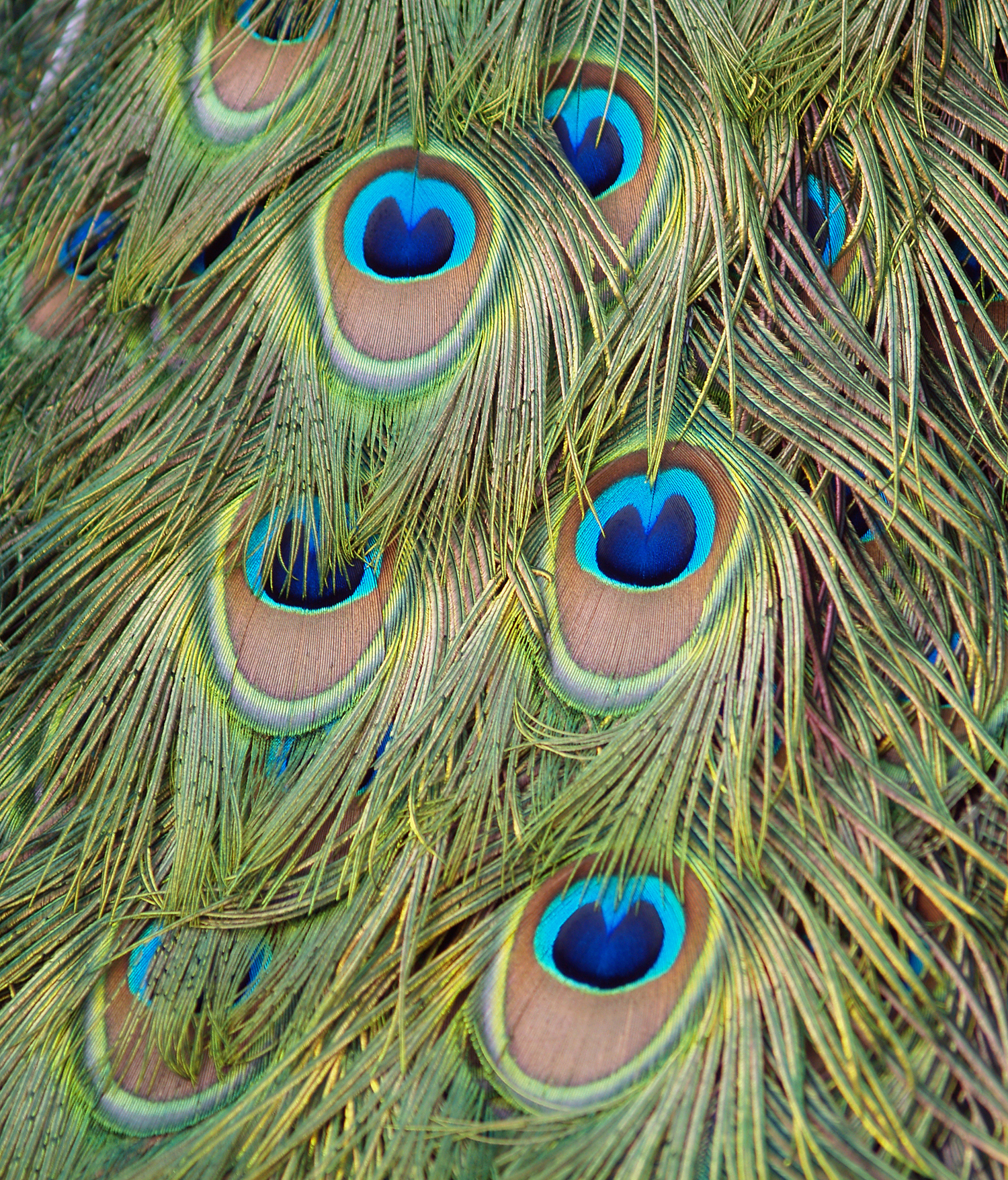
Påfågelfjädrar.

Det finns olika teorier om hur fjädrar har utvecklats. Eftersom fåglarna har utvecklats från dinosaurier så har man sökt svaret på fjäderns ursprung bland fossil från dessa. Tidigare trodde man att fjädern utvecklats ur specifika fjällstrukturer hos urtida reptiler. Exempelvis har man funnit fossil med avtryck av primitiva fjädrar som har två fjäderskaft. På senare tid har man funnit fossil som snarare tyder på att fjädrar utvecklats ur ihåliga hårliknande hudbildningar som under lång tid blivit längre, senare fått fan och nu antagit den form av fjäder som vi känner till hos dagens fåglar. Däremot var inte alltid de fjäderprydda dinosaurierna flygförmögna, utan man tror att fjädern först utvecklades som ett isoleringsmaterial, men att de även kan ha skyddat mot värmestrålning och vatten, och fungerat kamouflerande. Fjädrar är oerhört effektiva konstruktioner för att binda luft. Exempelvis stannar luften kvar i pingvinernas fjäderdräkt när de dyker under vatten.

## Fjäderns och fjäderdräktens anatomi

### Uppbyggnad
Fjädern växer inuti ett rörformat utskott som sitter fast i en fjädersäck i huden. När fjädern är färdigväxt spricker röret och faller av. Längst ned mot fjädersäcken sitter den ihåliga vingpennan calamus. Från vingpennan går fjäderskaftet, eller spolen som den också kallas. På spolen sitter fanstrålarna som går snett uppåt, ut från båda sidor av spolen. På fanstrålen sitter det i sin tur bistrålar och på dessa sitter det små hakar som greppar tag i den intilliggande bistrålen. Detta gör att fanstrålarna håller ihop och bildar en plan yta, ett så kallat fan. Längst ned vid fjäderpennan saknar ofta bistrålarna hakar och ter sig därför dunigt. Hos vissa arter, som exempelvis strutsfåglar, saknas dessa bistrålehakar även på de större fjädergrupperna som då också är duniga.
Antalet fjädrar på en fågel varierar, främst på grund av fågelns storlek. De flesta tättingar har mellan 1 500 och 3 000 fjädrar medan sångsvanen har cirka 25 000. Oavsett fjädrarnas antal ingår de i vissa definierade typer och fjäderpartier.

### Typer och fjäderpartier
Det finns två huvudtyper av fjädrar:
- konturfjädrar är de stora fjädrarna, som exempelvis vingpennor, stjärtpennor och de stora ving- och stjärttäckarna.
- dun har en mycket liten vingpenna och saknar eller har vek spole. Dun saknar också hakarna på bistrålarna och bildar därför inte några fan på skaftets sidor. Dunen är yviga och luftiga och sitter i stort sett på hela kroppen.

Konturfjädrarna är utformade på olika sätt, beroende på var på fågelkroppen de sitter och på vilken funktion de har.

#### Vingen

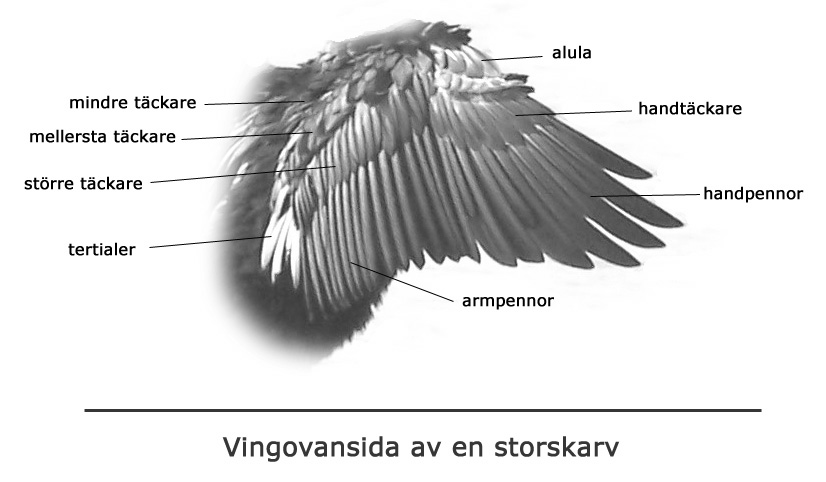
Beskrivning av vingen.

- handpennor sitter ytterst på vingarna och är långa och smala och oftast tio till tolv stycken.[7]
- armpennor sitter mellan handpennorna och kroppen. De är kortare än handpennorna och svagt böjda. Handpennor och armpennor kallas tillsammans vingpennor. Ofta nio stycken, men det förekommer arter med upp till 30 stycken.[7]
- övre- och undre vingtäckarna sitter i de hålrum som bildas mellan fjädrarnas spolar som sitter fast i vingen. Dessa täckare delas i sin tur in i olika kategorier som också finns i både övre- och undervarianter
  - större täckare
  - mellersta täckare
  - mindre täckare
  - handtäckare
- tertialer är tre fjädrar på fågelns vinge som sitter innanför armpennorna, närmast kroppen.
- alula är en liten grupp fjädrar som sitter ovanför vingknogen och som används vid låghastighetsflykt.

Vingpennorna, täckarna, tertialerna och alula bildar tillsammans själva vingytan.

#### Stjärten
- stjärtpennor sitter längst bak på fågelns stjärt.
- övre- och undre stjärttäckarna sitter mellan stjärtpennornas spolar där det precis som på vingen bildas hålrum som måste täckas.

#### Övriga fjäderpartier
På huvudet och halsen finns det små fjädrar och dun och på ryggen mellan vingarna sitter det ryggfjädrar. På fågelns undersida finns halsfjädrar, bröstfjädrar och bukfjädrar och på fågelns långsidor sitter sidfjädrar.
Vissa fåglar, exempelvis nattskärror och svalor, har en sorts borst som främst sitter runt ögon och mun. De påminner om morrhår och består bara av en naken spole med några få fanstrålar vid roten. Dessa "morrhår" fungerar som känselspröt för fågeln, som kan känna av om det finns insekter i närheten av näbben.

## Bildexempel på några olika fjädrar

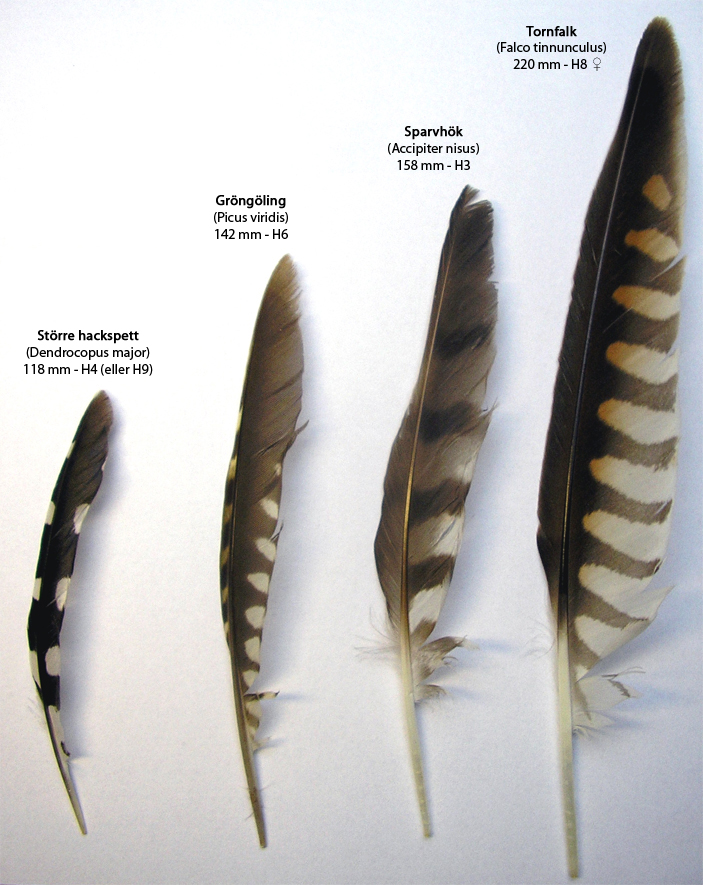
Handpennor (H) från:Större hackspett (Dendrocopus major), gröngöling (Picus viridis), sparvhök (Accipiter nisus) och tornfalk (Falco tinnunculus).
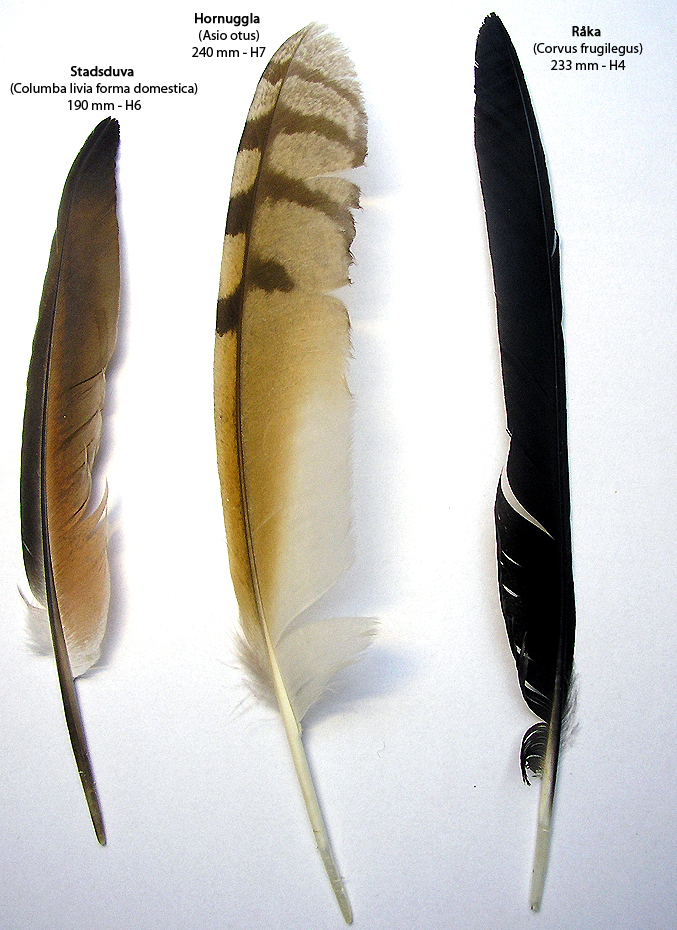
Handpennor (H) från: Stadsduva (Columba livia forma domestica), hornuggla (Asio otus) och råka (Corvus frugilegus).
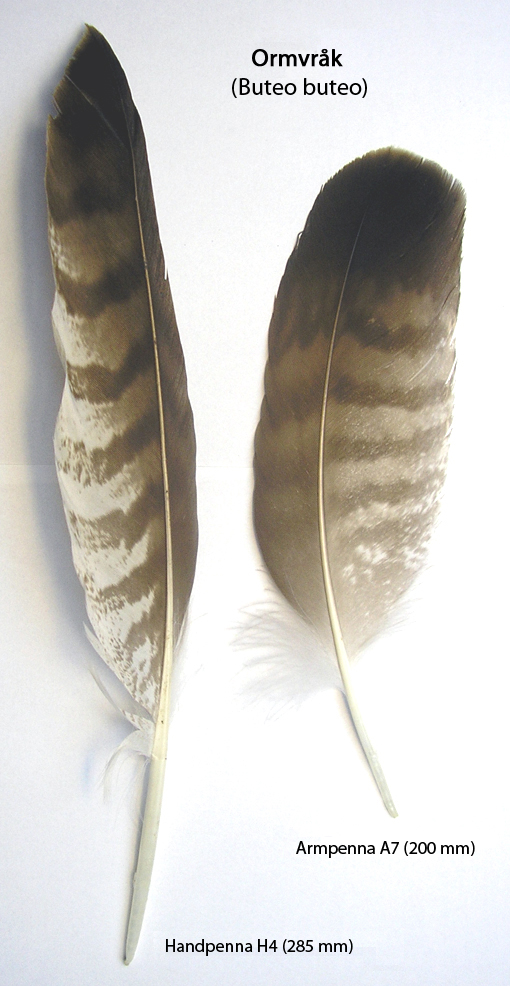
En handpenna (H) och en armpenna (A) från ormvråk (Buteo buteo).
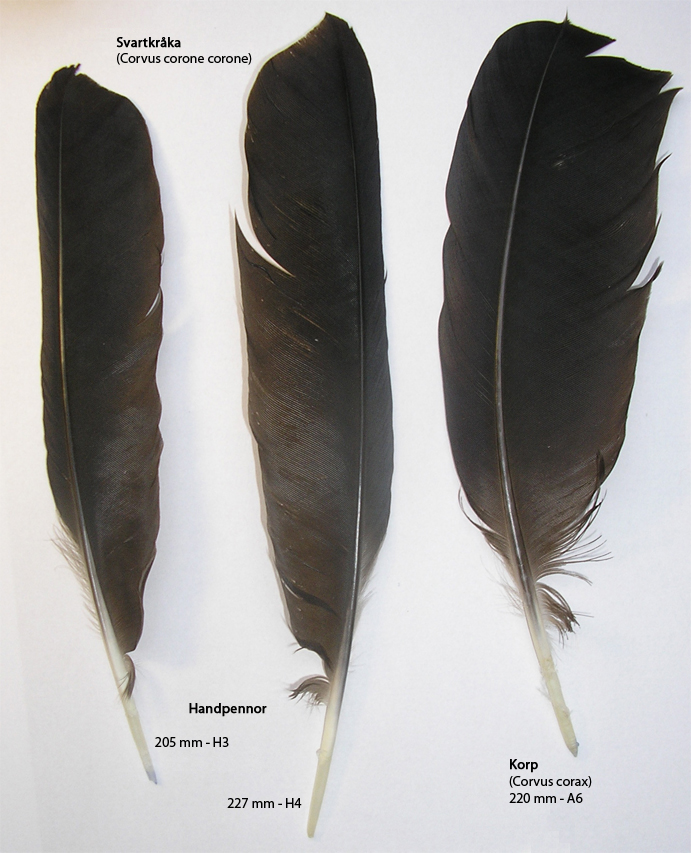
Två handpennor (H) från en svartkråka (Corvus corone corone), armpenna (A) från korp (Corvus corax).
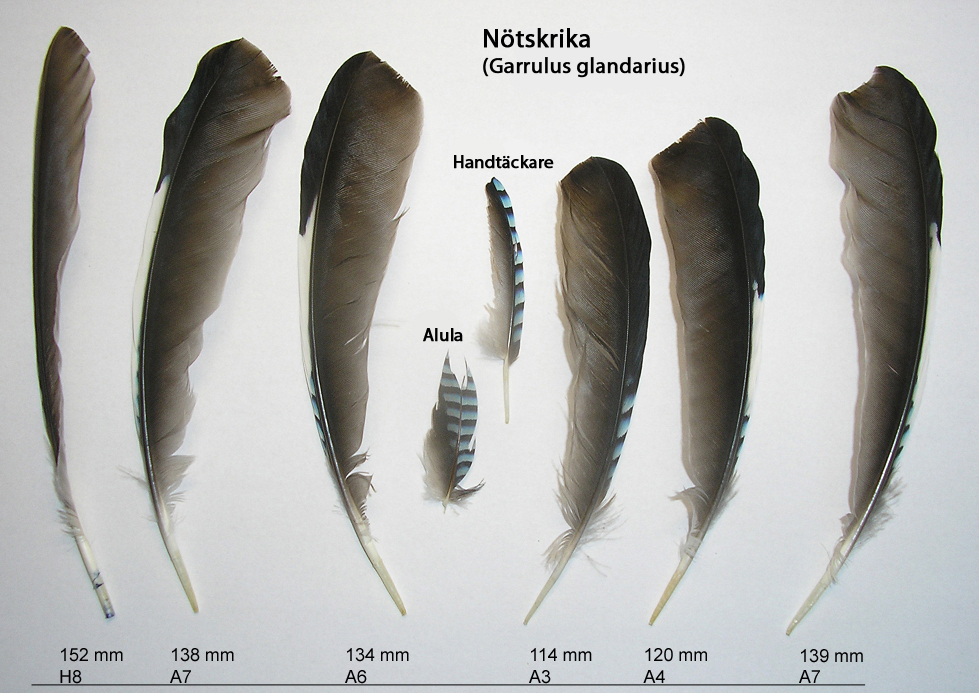
Handpennor (H), armpennor (A), handtäckare och alula från nötskrika (Garrulus glandarius).
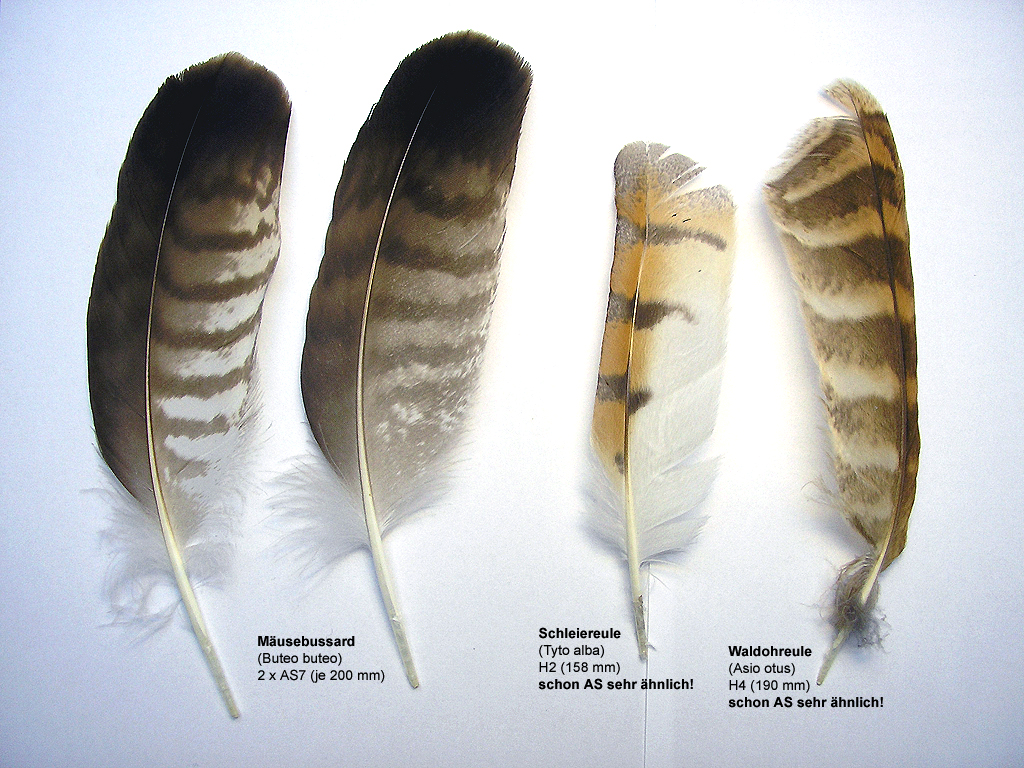
Två armpennor (A) från ormvråk (Buteo buteo) och två handpennor (H) från ugglor; tornuggla (Tyto alba) och hornuggla (Asio otus).
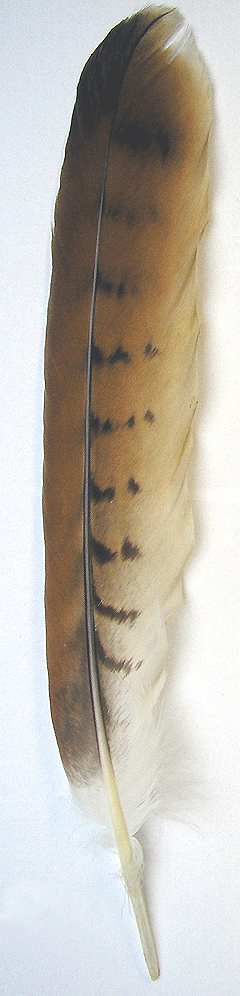
Stjärtpenna från röd glada (Milvus milvus).
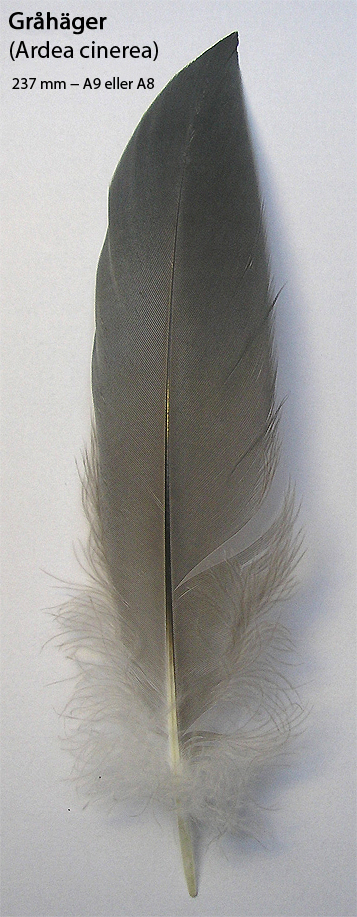
Armpenna (A) från gråhäger (Ardea cinerea).

## Funktion
Fjädrarna på vingen överlappar varandra delvis, så att när vingen rör sig uppåt släpps luften igenom genom att fjädrarna öppnar sig. När fågeln sedan rör vingarna nedåt sluts fjädrarna mot varandra. De släpper då inte längre igenom luften, utan luften trycks nedåt i stället för att passera genom vingarna och på så sätt får fågeln kraft som för den framåt. Lyftkraften beror på vingens utformning precis som på ett flygplan. De stora rovfåglarnas spretande djupt slitsade handpennor, de så kallade "fingrarna", motverkar en viss form av virvelbildning och bidrar till att skapa stabilare uppåtgående luftströmmar vilket underlättar segelflygning.
Fjädrarna skyddar också fågeln mot sol, kyla, vind och vatten och i viss mån skador. Fjäderdräkten som formar fågels yttre kontur kan ändra form beroende på tillfälle som exempelvis strömlinjeformad vid flykt eller uppburrad vid spel, eller för att skrämma bort hot. 

## Ruggning
Huvudartikel: Ruggning
Fåglar har olika fjäderdräkter de första åren i livet. Fjäderdräktens utveckling från juvenil till adult uppnås genom ruggning som sker cykliskt, oftast en eller två gånger per år, och under bestämda perioder i fågelns liv. Beroende på art tar det olika många år innan fågeln får en adult fjäderdräkt. Men fåglar fortsätter att rugga livet ut eftersom fjädrarna slits och därför behöver bytas ut. Det är inte bara mekanisk nötning som sliter på fjädrarna utan även solljus gör dem spröda. De ljusa partierna på fjäderdräkten slits snabbare än de mörka. Om en fjäder däremot rycks ut helt och hållet så växer en ny ut när som helst på året.
Många fåglar har också olika fjäderdräkter under olika årstider och fåglarna kan då se väldigt olika ut beroende på när på året man ser dem.

## Putsning
För att hålla fjäderdräkten ren från exempelvis fjäderlöss och för att bibehålla fjädrarnas aerodynamiska, värmeisolerande och vattenavstötande egenskaper putsar sig fåglarna. Med näbben plockar de löss men de rengör även fjäderdräkten med vatten. Med näbben ordnar den också varje enskild del av fjädern. På detta sätt kan det inte tränga in något vatten innanför fjäderdräkten på grund av ytspänningen. De flesta fåglar har på övergumpen också en gump- eller uropygialkörtel, som utsöndrar ett oljeaktigt sekret som fågeln med hjälp av näbben bestryker sina fjädrar med för att förbättra deras isoleringsförmåga.

## Färger

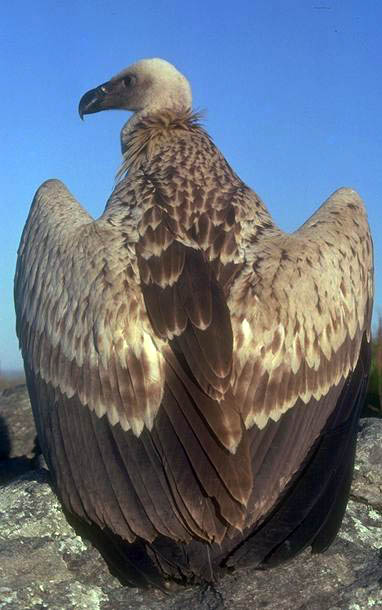
Ljus bräm på en kapgam (Gyps coprotheres).

Vit färg i fjäderdräkten är avsaknad av pigment. Brun och svart färg skapas ofta av mängden melanin både i och på fjäderdräkten. Det finns två typer av melanin hos fåglar; nämligen eumelanin som ger svarta, grå och mörkbruna fjädrar och feomelanin som i hög koncentration ger rödbruna fjädrar och i låg koncentration ger gulbruna till nästan vita fjädrar. Om båda typer av melanin förekommer tillsammans kan färger som gråbrun uppkomma. I fåglars ögon och hud förekommer dock bara det ena melaninet, nämligen eumelanin. Röd och orange färg beror dock ofta på karotenoider som är en grupp ämnen som fåglarna får i sig via sin föda. Det mest välkända exemplet är flamingons rosa färg som är en effekt av de små kräftdjur som tillhör flamingons huvudföda. Papegojfåglarnas (Psittaciformes) röda, orangea eller gula färg är speciell då den istället orsakas av pigment som kallas psittacofulviner. Kalkonens röda färg på halsen beror i sin tur på pigmentet hemoglobin. Blå färg kan ibland skapas av att ett lager av färglös, genomskinlig keratin ligger över ett lager med svart pigment. På samma sätt kan vissa gröna nyanser skapas av ett lager över svart pigment.[källa behövs]
Många färger i fjäderdräkten består dock inte av pigment utan uppstår på grund av att fjädrarnas mikrostrukturer skapar interferens i bistrålarna som är vridna och tillplattade. Exempelvis är fåglars skimrande och glänsande färger en effekt av sådan interferens. Vissa färger skapas istället genom att det finns små luftfickor i bistrålarna som bryter ljuset så att bara en del av ljusets spektrum reflekteras. Färger som skapas genom sådan ljusbrytning och genom interferens är ofta gröna, blå eller violetta och ibland även svarta, och det är bara färger som skapas genom interferens som är metallskimrande.
Bräm är en kontrasterande färg som följer kanten på en fågelfjäder. Brämningen fungerar ibland som kamouflage eller som signal för det motsatta könet. Ljus bräm slits snabbare än den mörkare delen av fjädern vilket gör att fjäderdräkten kan mörkna när den blir mer sliten.

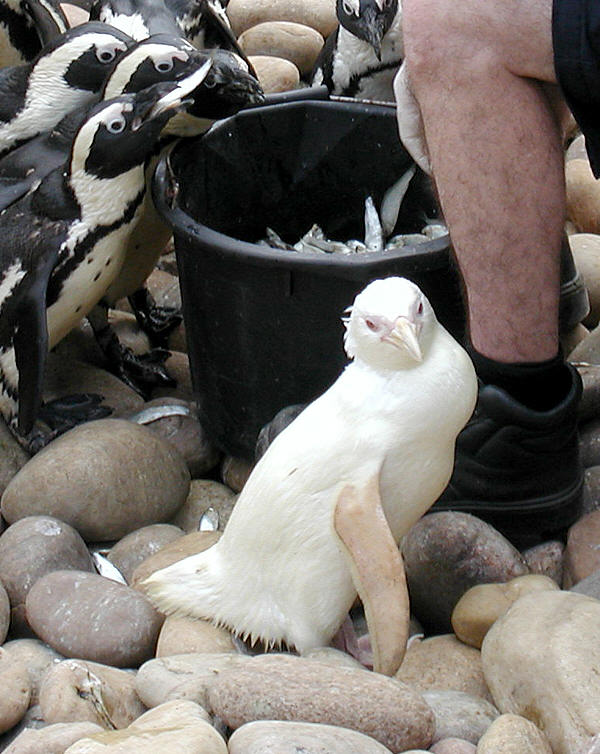
En ung albinistisk glasögonpingvin (Spheniscus demersus) som är född på Bristols Zoo. Notera de rödrosa ögonen och den helvita näbben

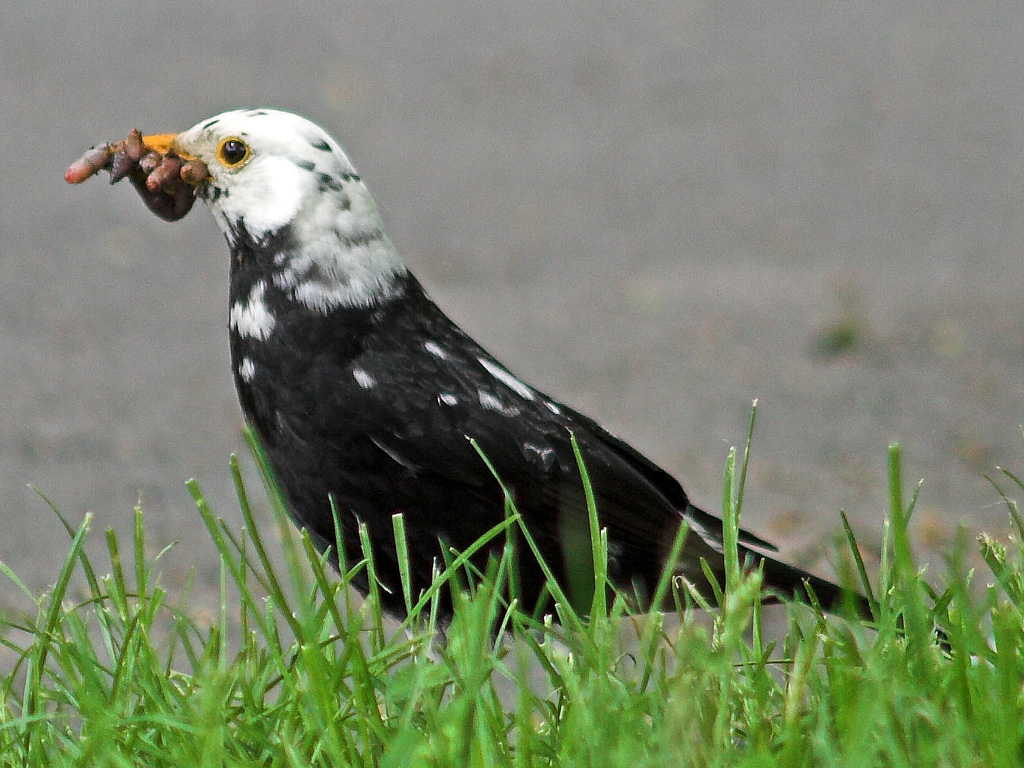
En partiellt felfärgad koltrast, med oklar avvikelse.

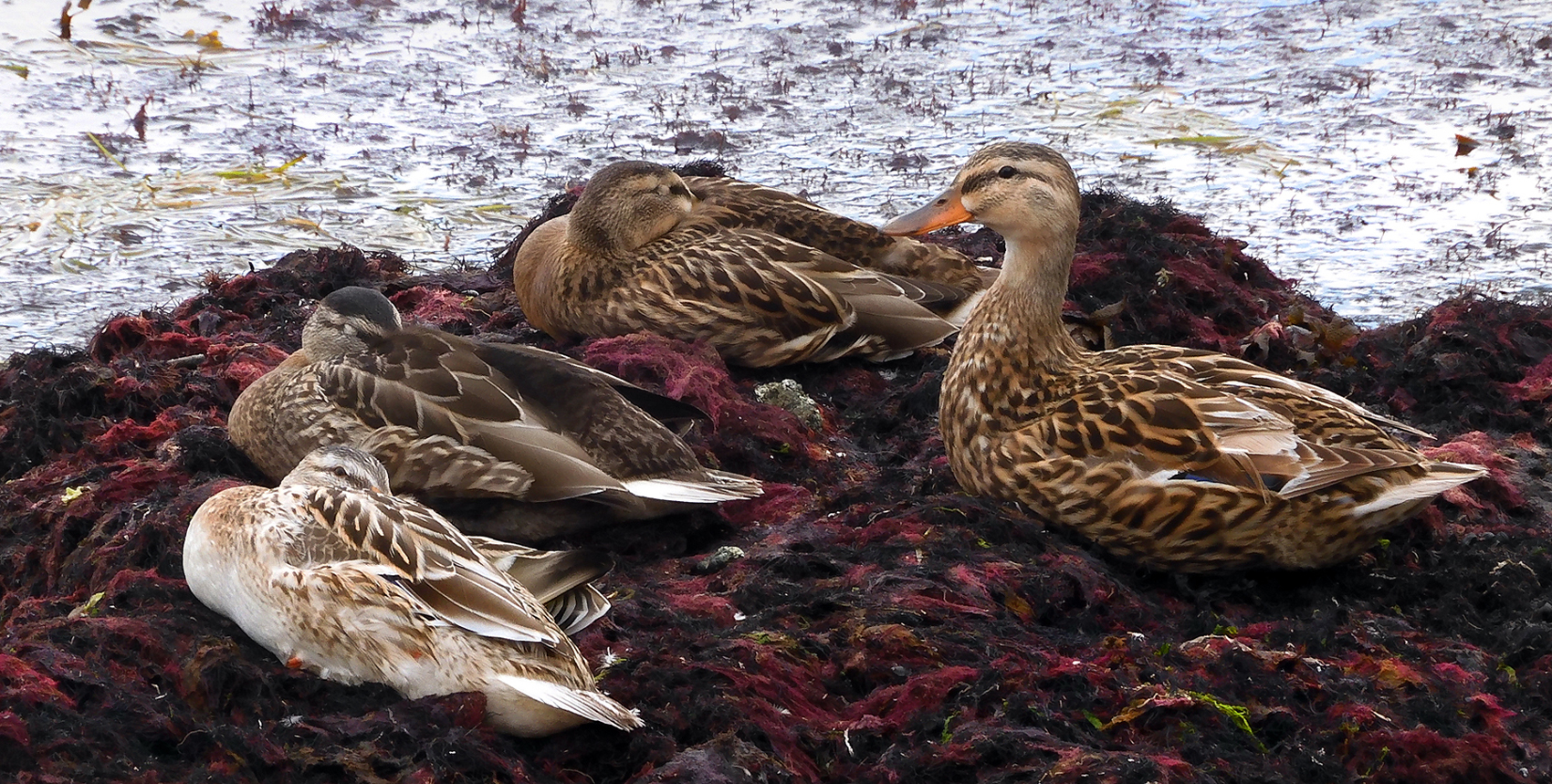
En ung gräsandshona med leucism vilket gör den påtagligt ljus.

### Några genetiska färgavvikelser hos fåglar
De två vanligaste genetiska färgavvikelserna hos fåglar är brun och gradvis grånande. I viss engelskspråkig litteratur används begreppet "leucism" som samlingsnamn för alla former av färgfel som innebär en ljusare dräkt, men detta är inte utbrett i en svensk kontext.
- Albinism är total avsaknad av båda typer av melanin. Avsaknaden av melanin beror i sin tur på en nedärvd brist på tyrosinas som är det enzym som startar processen som bildar melanin. Resultatet blir en helvit fågel med röda eller rosa ögon. Denna röda färg, som också ibland kan ses på huden, beror på att blodet ses igenom vävnaden. Trots att det inte är särskilt ovanligt att det kläcks albinistiska fåglar är det ovanligt att man ser vuxna albinistiska fåglar. Albinismen påverkar nämligen fågelns syn genom att den blir ljuskänslig och även får nedsatt förmåga till djupseende, vilket resulterar i att fågeln ofta blir tagen av rovdjur innan den blir vuxen. En fågel kan aldrig vara partiellt albinistisk utan fåglar som kallas så lider ofta istället av leucism.[15]

- Brun är en färgavvikelse som beror på en mutation som resulterar i att kvaliteten på eumelaninet är nedsatt. Mängden eumelanin är normal men de normalt svartfärgade fjädrarna blir istället mörkbruna. Fjädrar med denna brist är mer känsliga för solljus vilket resulterar i att dessa fjädrar bleks mycket mer och de blir gråa eller beigefärgade. Denna mutation är könslänkad; En "brun" fågel vars föräldrar båda har normal fjäderdräkt är alltid en hona och det är oerhört sällsynt med hanar som är "bruna". Det är den enda färgmutationen hos alla fågelarter som är könslänkad. Bland ejdrar är fenomenet så pass utbrett, om än inte alls vanligt, att dessa honor fått ett eget epitet, nämligen ökenejder.[15]

- Gradvis grånande innebär att individen med stigande ålder får ett allt större antal vita fjädrar. Färgfelet uppträder alltså inte i juvenil dräkt, utan först i senare dräkter.[14] Kunskapen om de bakomliggande orsakerna till färgavvikelsen är dålig. Eventuellt är gradvis grånande en naturlig del av åldrandet.[14] Det är pigmentet melanin som är involverat i detta färgfel medan andra pigment, som karotenoid inte berörs, varför gradvis grånade fåglar ofta kan uppvisa gula partier, även när de börjar bli helt vita.

- Leucism är en total eller partiell brist på eumelanin eller feomelanin hos fjädern. Detta beror i sin tur på en störning i processen som lagrar dessa pigment i fjädern. Den leucistiska fågeln, till skillnad från den albinistiska, producerar alltså melanin men fjädern blir ändå vit. Leucism är ovanligt hos fåglar[14] och ofta blir dessa fåglar felaktigt kallade för albinistiska eller partiellt albinistiska. Den leucistiska fågeln har dock normalfärgade ögon. Leucism kan också förekomma partiellt vilket resulterar i att en fågel kan ha allt från några enstaka vita fjädrar, till så många att den är helvit.[15] Melaninet deponeras inte heller i huden eller i de mjukdelar där fjädern, varför även ben och näbb kan vara rosa på fåglar med leucism.

- Lutino är en färgavvikelse som gör fågeln gul, se xantokromism.

- Melanism är en förhöjd koncentration av melanin; antingen av eumelanin (som är vanligast) då fågeln blir svart, eller av feomelanin då fågeln blir rödbrun.[15]

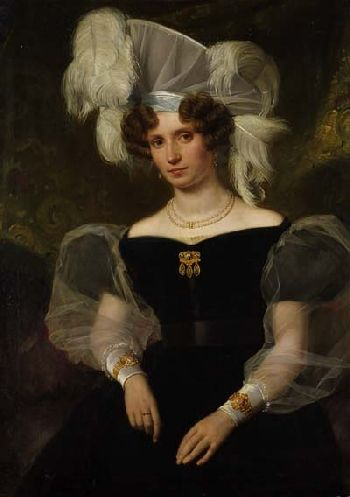
Porträttmålning från 1830-talet av Therese von Schenk som bär en fjäderbeklädd huvudbonad.

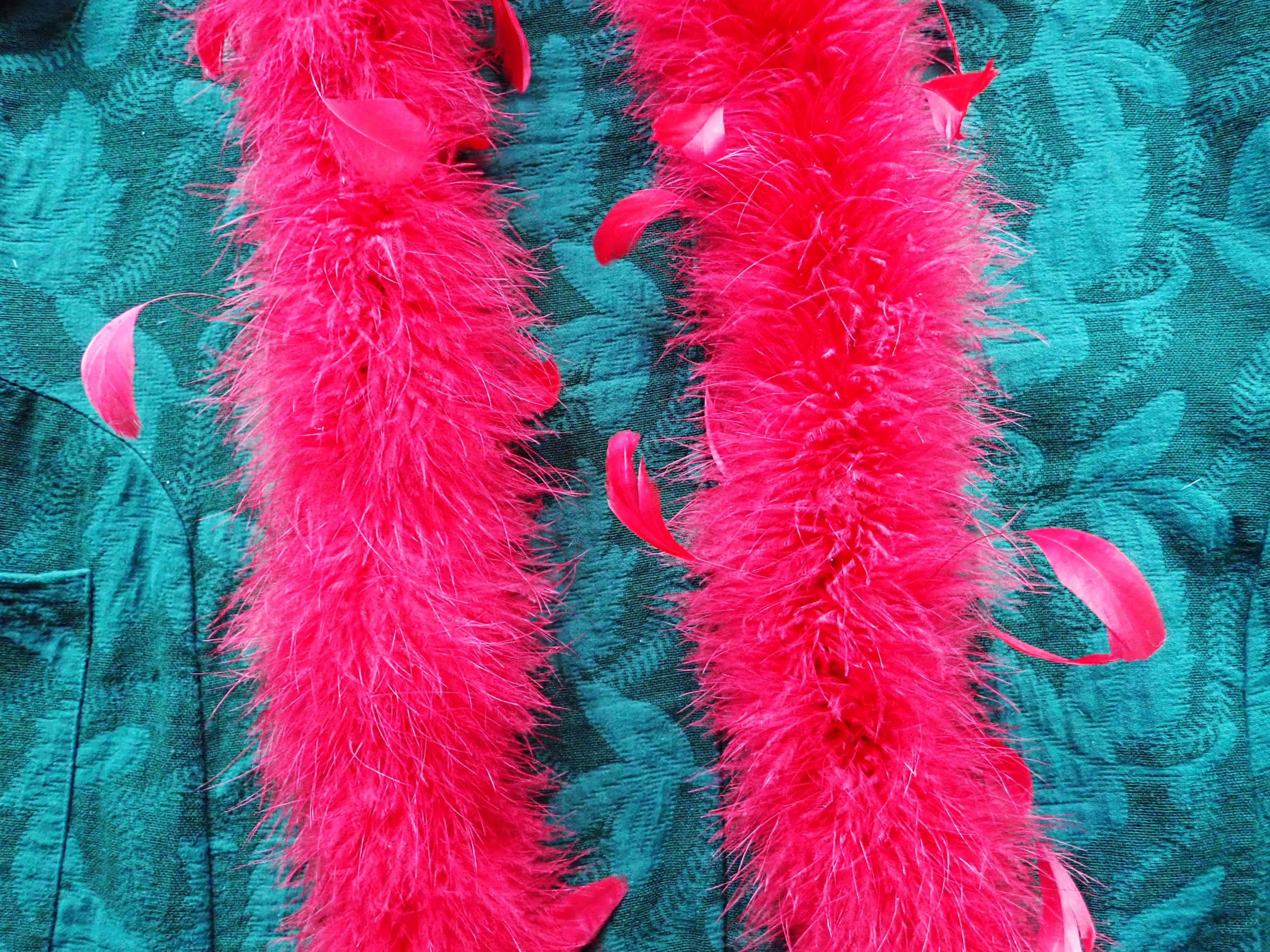
En fjäderboa bärs normalt som accessoir till festklädsel.

## Fjädrar och människan

### Användningsområden
Fjädrar har en mängd användningsområden, både praktiska, dekorativa och religiösa.

#### Bruksföremål
Fjädrar, som är både mjuka och mycket bra på att isolera, används ofta till sängkläder, speciellt kuddar, täcken och madrasser. De används också för att fodra vinterkläder och sovsäckar. Speciellt dun från gäss anses ha en extra bra förmåga att; från att ha varit hårt sammanpressat, fyllas med luft. 
Fågelfjädrar har, speciellt förr i tiden, använts för att stabilisera pilar till pilbågar och de tidiga badmintonbollarna konstruerades med fjädrar. Än idag används fjädrar för att skapa skrivdon, så kallade fjäderpennor, för att skriva med bläck och inom flugfiske används fjädrar för att konstruera flugor.

#### Dekorativt bruk

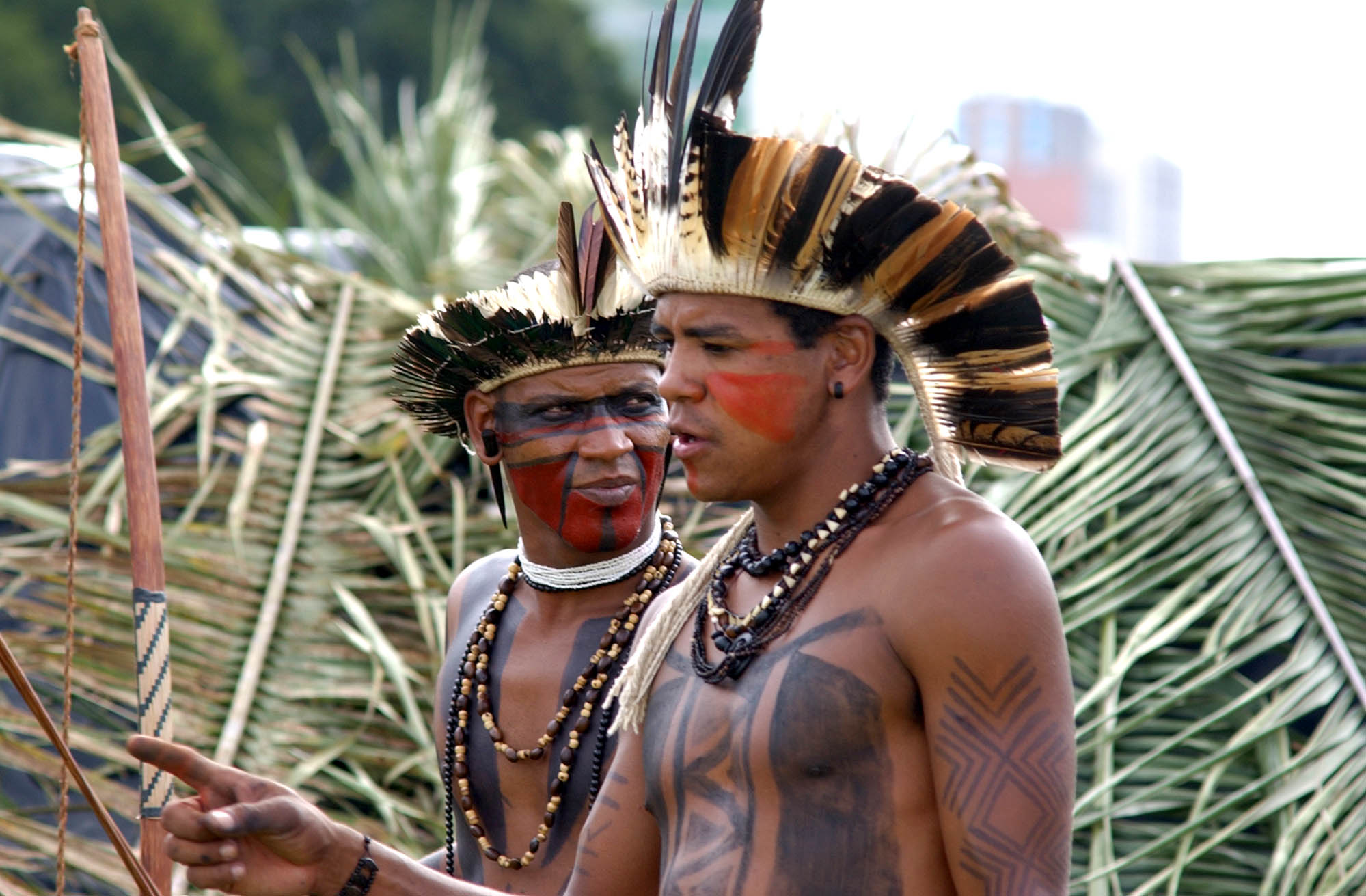
Två Pataxoindianer med fjäderskrudar under en demonstration i Brasilien 2006.

På grund av sina starka färger och speciella strukturer har fjädrar använts för att dekorera kläden under mycket lång tid. Exempelvis använde sig maorierna på Nya Zeeland sig av fjädrar från kakapo för olika exklusiva klädesplagg, exempelvis caper, som bars av hövdingars fruar och döttrar.
Fjädrar från fasan, påfågel, hägrar och struts har prytt västerländska militärhjälmar under lång tid. Dessa fjäderplymer, så kallade panascher, inspirerade även övrig klädbransch, speciellt inom haute couture. Under en period kring 1800-talet blev fjäderplymer mycket populära som hattdekoration, så kallade ägretter, och stora mängder fåglar dödades runt om i världen. Under ett år hanterade ett Londonbaserat företag fjäderplymer från 190 000 ägretthägrar vilka köpts av jägare från stora delar av världen. Handeln resulterade i stor skada för vissa populationer av främst hägrar. Runt om i världen slaktades miljontals vita hägrar vilket blev startskottet för fågelskyddsorganisationer som brittiska Royal Society for the Protection of Birds (1898) och nordamerikanska National Audubon Society (1905) vilka grundades för att förhindra att fåglarna dödades för sina fjädrar. Den intensiva handeln med fjädrarna upphörde i början av 1900-talet.
Inte bara naturfolk har använt fjäderskrudar som ett tecken på makt och ställning. Jägare och jägarsoldater har använt "en fjäder i hatten" som symbol, vilket också gett upphov till talesättet.

#### Religiöst bruk
Olika fåglar och deras fjäderdräkter fungerar, och har fungerat, som viktiga religiösa objekt. Över hela världen finns det kulturer där fjädrar spelar en viktig roll både inom mytologi men även för riter och traditioner. Exempelvis på Nya Zeeland där maorierna använde fjädrar från māoripapegojor för att sy olika rituella kläden som exempelvis fjädermanteln (Kahu huruhuru). Maorierna använde även fjädrar för att smycka specifika vapen.
Fjädrar från örn har stort kulturellt och andligt värde för Amerikas indianer som ett religiöst objekt. Den religiösa användningen av fjädrar från örn och hök kontrolleras genom den federala lagen 50 CFR 22 som kallas "eagle feather law", som tjänar till att bara medlemmar av federalt erkända stammar ska få inneha en viss mängd fjädrar.

### Inom litteratur och konst
I litteratur och konst, men även i vardagligt tal fungerar fjädern ofta som en metafor eller symbol för lätthet. Men den kan även symbolisera andra företeelser. Emily Dickinson skrev exempelvis dikten Hope Is the Thing With Feathers där den befjädrade fågel är en metafor för hoppet.
I grekisk mytologi försökte Daidalos fly tillsammans med sin son Ikaros genom att flyga över Egeiska havet med hjälp av fågelfjädrar som de limmat på sina axlar med vax, men Ikaros flög för nära solen och vaxet smälte, fjädrarna lossnade och han störtade i havet och dog.